# Anton Steer
Anton Steer (* 27. Juni 1935 in Landshut; † 31. Juli 2024) war ein deutscher Generalmajor des Heeres der Bundeswehr.

## Leben
Steer war einer der ersten Freiwilligen der Bundeswehr. Er begann seine Laufbahn am 2. Januar 1956 als Offizieranwärter der Artillerietruppe in Andernach und war damit bei den ersten 500 Anwärter der Bundeswehr. Von 1966 bis 1968 absolvierte er den 9. Generalstabslehrgang Heer an der Führungsakademie der Bundeswehr in Hamburg, wo er zum Offizier im Generalstabsdienst ausgebildet wurde.
Nach verschiedenen Verwendungen, unter anderem von 1983 bis 1987 als Brigadekommandeur der Panzerbrigade 3, wurde er am 1. Oktober 1990 Kommandierender General des III. Korps in Koblenz, was er bis zu seiner Pensionierung 1992 blieb.
Ab etwa 1980 war Steer, später gemeinsam mit Peter Noack, bis 1982 Herausgeber des Jahrbuch des Heeres (Bernhard & Graefe). 1989 war er Herausgeber des Buches Menschen führen im Heer (Report Verlag, Frankfurt am Main).
1994 erhielt Steer das Verdienstkreuz 1. Klasse des Verdienstordens der Bundesrepublik Deutschland. Auf seine Initiative hin wurde 2015 das Koblenzer Barbara-Denkmal erneut aufgebaut. 2018 erhielt er den Altstadtpreis der Stadt Koblenz.

## Werke (Auswahl)
- Der Stabsoffizier der Bundeswehr in Gegenwart und Zukunft. In: Europäische Wehrkunde, 32 (11) 1983, S. 527 ff.
- Aufstiegsberuf mit klarer Pespektive. Das neue Ausbildungskonzept für den Unteroffizier des Heeres. In: Wehrausbildung in Wort und Bild, 31, 1988, S. 272 ff.
- Geistige Heimat für die Unteroffiziere des Heeres. Unteroffizierschulen. In: Wehrausbildung in Wort und Bild, 32, 1989, S. 225 ff.
- Hessenschild 91. In: Europäische Sicherheit, Band 41, E. S. Mittler, 1992, S. 595 ff.